# Michael Lamey
Michael Lamey (* 29. November 1979 in Amsterdam) ist ein ehemaliger niederländischer Fußballspieler nigerianischer Abstammung.

## Sportlicher Werdegang
Lamey begann seine Fußballkarriere in der berühmten Ajax-Schule und wechselte 2001 aus der Ajax-Amsterdam-Jugend zum RKC Waalwijk. Nach nur einem Jahr in Waalwijk wurde die PSV Eindhoven auf den jungen Rechtsverteidiger aufmerksam und verpflichtete ihn in der Saison 2002 für knapp 4,3 Millionen Euro. Nach einem eher enttäuschenden Jahr wurde Michael Lamey an den FC Utrecht ausgeliehen.
Als Lamey 2004 zurückkehrte, konnte er sich bei der PSV Eindhoven nicht recht behaupten und wechselte im Jahr 2007 zum Bundesliga-Aufsteiger MSV Duisburg. Dort war er Stammspieler in der Abwehr und kam zu 25 Bundesliga-Einsätzen, musste aber am Ende der Saison mit der Mannschaft in die 2. Liga absteigen. Zur Saison 2008/09 wechselte Lamey zu Arminia Bielefeld, wo er einen Vertrag für die erste und zweite Bundesliga erhielt.
Im August 2010 wechselte Lamey zu Leicester City in die Football League Championship nach England. Nach einem erfolglosen Jahr wechselte er im Juli 2011 zu Wisła Krakau. Am Saisonende wurde sein Vertrag nicht verlängert, so dass er zunächst einige Monate vereinslos war.
Im Oktober 2012 kehrte er dann in die Niederlande zurück und unterschrieb einen Dreijahresvertrag bis Ende Juni 2015 bei seinem ehemaligen Klub RKC Waalwijk in der Eredivisie.